# Pignona
Pignona è una frazione di 57 abitanti nel comune di Sesta Godano, nell'alta Val di Vara, in provincia della Spezia.

## Geografia fisica
Situata nella stretta valle del torrente Gottero è posta sul filo di costa di una collina ortogonale alla vallata. Dista dal capoluogo comunale 4,2 chilometri.

## Storia

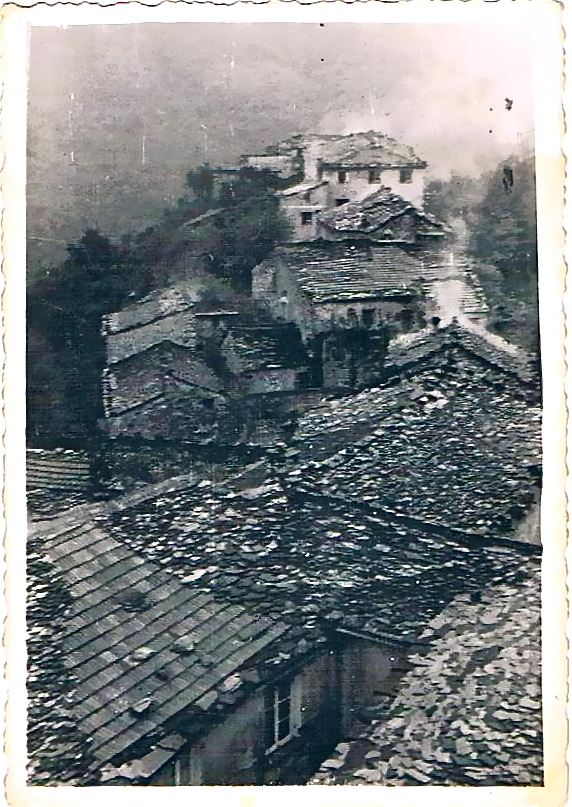
Pignona nel 1948

La nascita della frazione è di difficile datazione certa, ma occorre tener presente che molte pievi di Sesta Godano (Santa Maria di Robbiano, Cornice, ecc) già a partire dall'anno 1000 sono menzionate fra quelle che versavano le decime alla diocesi di Brugnato.
Si ritiene dunque probabile che la nascita di Pignona sia databile tra l'VIII ed il IX secolo ed abbia fortemente risentito della civiltà longobarda che all'epoca estendeva la sua influenza su tutta la zona; le costruzioni attuali non risalgono a tempi antichissimi, ma evidentemente sostituiscono altre demolite dal tempo.

## Monumenti e luoghi d'interesse
- Chiesa parrocchiale di Santa Croce. La chiesa parrocchiale fu costruita nel XIV secolo sulle fondamenta di un preesistente edificio; all'interno è conservata una Madonna di scuola scultorea pavese o comunque lombarda.[2]

## Festività
La festa patronale è il 7 agosto ed è dedicata a san Gaetano. È famosa per la produzione delle sue cipolle "dolci" e per l'annuale sagra del minestrone che si svolge il 14 agosto.